# Piara cyanea
Piara cyanea är en tvåvingeart som beskrevs av Friedrich Georg Hendel 1914. Piara cyanea ingår i släktet Piara och familjen bredmunsflugor. Inga underarter finns listade i Catalogue of Life.